# Théâtre national de Strasbourg

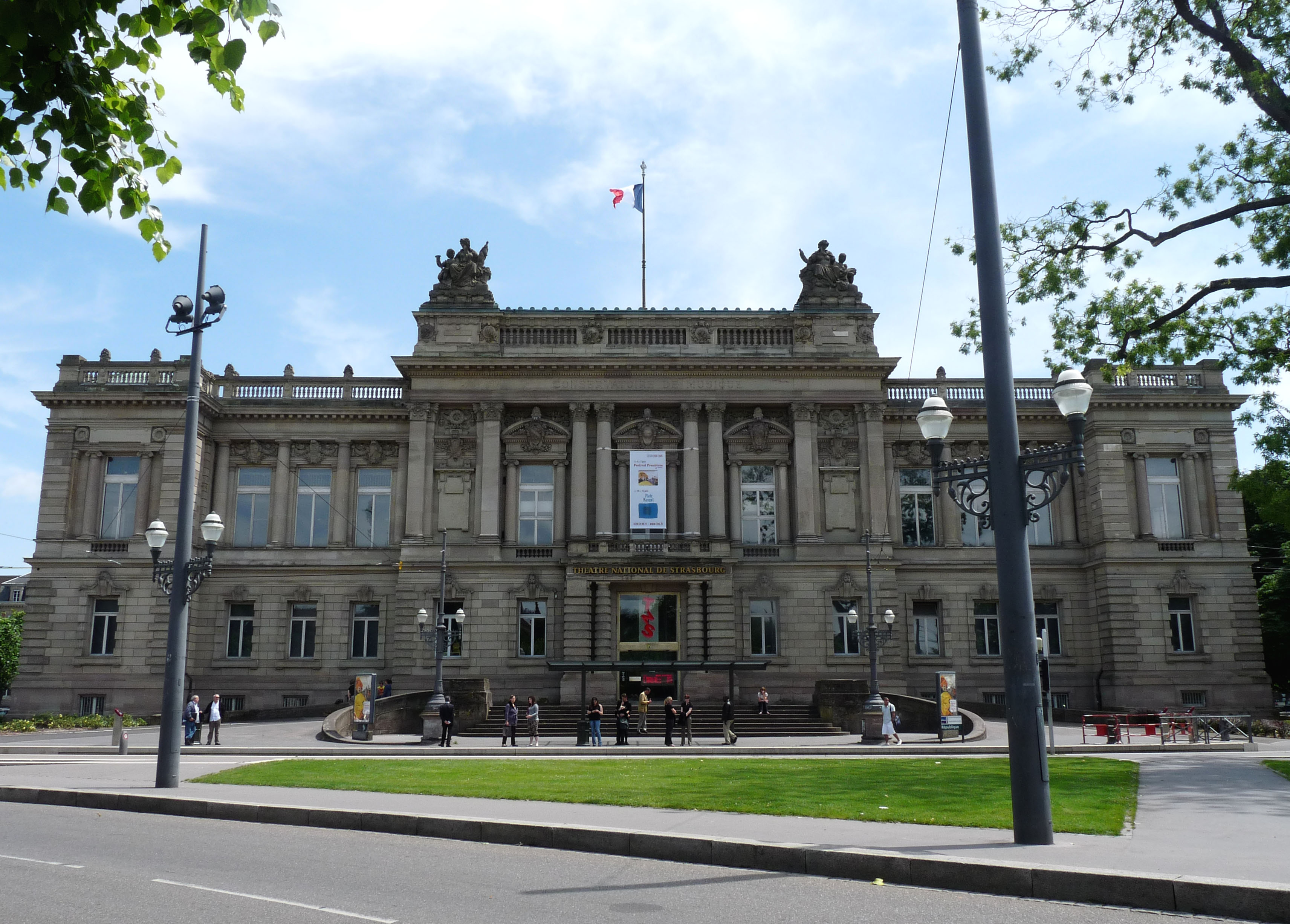
Théâtre national de Strasbourg (2009)

Das Théâtre national de Strasbourg ist ein historisches Gebäude an der Place de la République in Straßburg, das als Sitz des Landesausschusses für Elsaß-Lothringen errichtet wurde. Es ist das einzige französische Nationaltheater außerhalb von Paris.
Das Haus enthält drei Theatersäle, Kostüm- und Bühnenwerkstätten, Proben- und Verwaltungsräume. In jeder Saison werden 15 bis 20 Stücke gespielt, Schwerpunkt des Repertoires bildet das europäische Theater des 20. Jahrhunderts. Gespielt werden neben Stücken in französischer Sprache, die jeweils deutsch untertitelt sind, auch Stücke in deutscher Sprache.
Angeschlossen ist die École supérieure d’art dramatique, in der Schauspieler, Bühnen- und Kostümbildner und Regisseure ausgebildet werden.

## Geschichte
Im Herbst 1886 – Straßburg gehörte damals zum Reichsland Elsaß-Lothringen, das vom Deutschen Reich verwaltet wurde – wurden die von den Architekten August Hartel und Skjøld Neckelmann eingereichten Entwürfe für den Neubau des Elsässer Landesausschussgebäudes in Straßburg mit dem 1. und 2. Preis ausgezeichnet. Von 1888 bis 1892 wurde der Bau nach den Plänen der Architekten errichtet. Das ehemalige Landesausschussgebäude ist seit 1992 als Monument historique klassifiziert.

Grundrisse
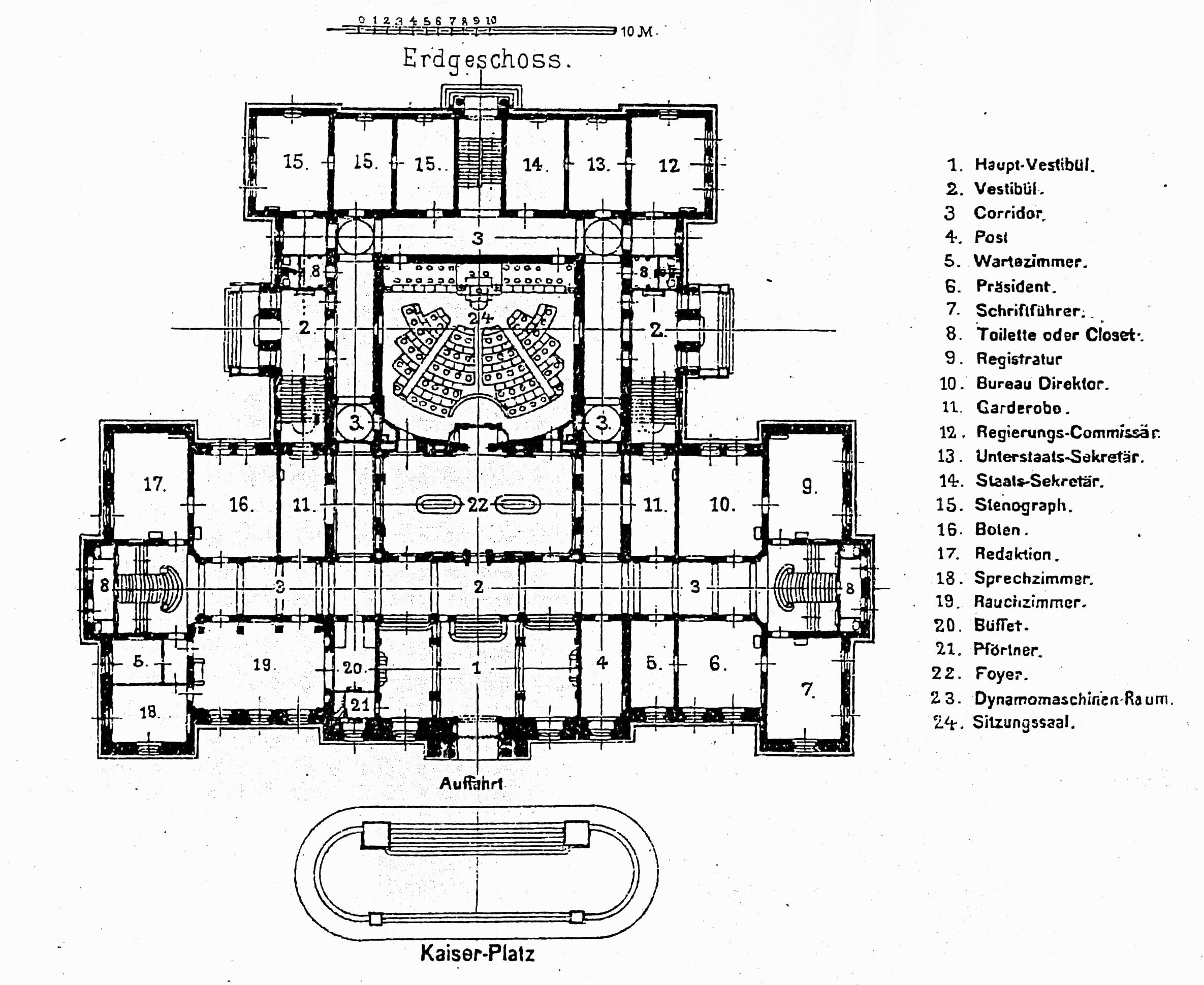
Grundriss Erdgeschoss
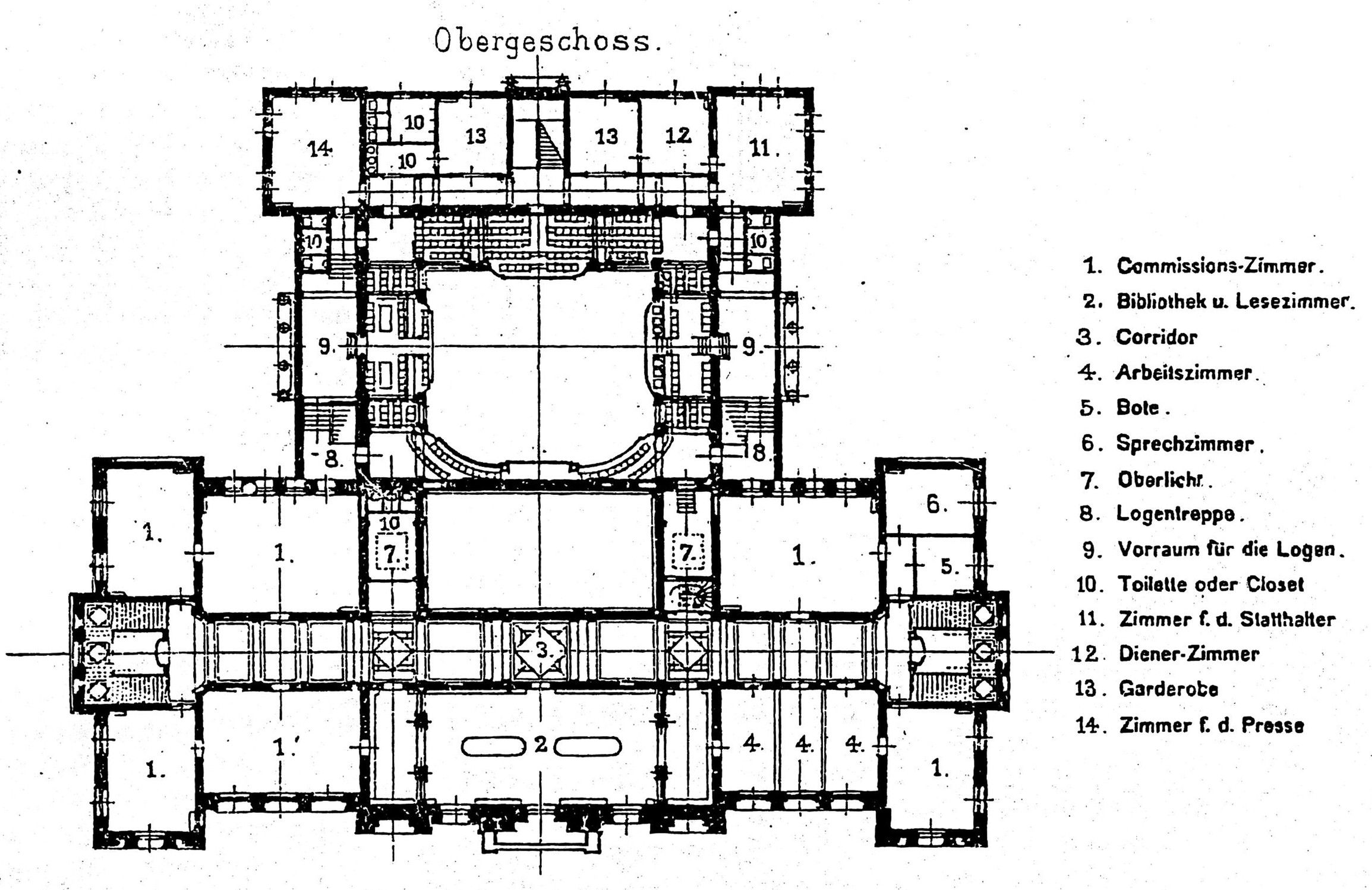
Grundriss Obergeschoss

Nach dem Ersten Weltkrieg beherbergte das Haus das Konservatorium der Stadt Straßburg.
Mit der faktischen Annektierung des Elsass durch die Nationalsozialisten und der Gleichschaltung von Verwaltung und Wirtschaft, begannen auch Versuche, das Theater für die nationalsozialistische Kultur- und „Volkstumspolitik“ zu instrumentalisieren. Der damalige Gauleiter Robert Wagner wollte aus Straßburg eine kulturelle Metropole machen, das Theater sollte als „Reichstheater“ ein Prestigeobjekt nationalsozialistischer Kulturpolitik werden. Unter Wagner wurde das Theater finanziell großzügig ausgestattet und konnte erfolgreich die Zuschauerzahlen steigern.
Am 25. September 1944 wurde der Sitzungssaal des Parlaments im Ostteil des Gebäudes, die Salle Hector Berlioz, durch Bombenangriffe zerstört. Der Saal wurde zwischen  1950 und 1957 durch Pierre Sonrel rekonstruiert. 1972 wurde es in den Rang eines Théâtre national erhoben.